# 中宁县
中寧縣是中華人民共和國寧夏回族自治區中衛市轄下的一個縣，位于宁夏中卫市东北部。
中宁县位于宁夏中部，地处黄河两岸，距首府银川市140公里，是世界枸杞的发源地和正宗原产地，1995年被国务院命名为中国枸杞之乡，现辖6镇5乡，118个行政村，12个社区居委会，8个农林渔场，总面积达4226.5平方公里，现有人口33万。中宁地处银川至六盘山、银川至沙坡头两条旅游路线的交汇地带，包兰、宝中、太中银3条铁路，银兰高速铁路1条高速铁路，京藏、福银、乌玛、定武4条高速公路和109、338国道，101、201省道穿越而过，是贯通西北的“旱码头”和人流、物流、信息流集散地。得黄河灌溉之利，盛产枸杞、红枣、粮油、瓜果、畜禽等产品，是全国枸杞、商品粮、瘦肉型猪生产基地和经济林建设先进县，素有“塞上江南、鱼米之乡”的美称。

## 行政区划
中宁县下辖6个镇、6个乡：
宁安镇、鸣沙镇、石空镇、新堡镇、恩和镇、大战场镇、舟塔乡、白马乡、余丁乡、喊叫水乡、徐套乡和太阳梁乡。

## 人口
截至2020年11月1日零時，中寧縣常住人口33.40萬人。

## 交通
- 109国道过境。
- 338国道过境。
- 京藏高速过境。
- 福银高速过境。
- 乌玛高速过境。
- 定武高速过境。
- 包兰铁路过境。
- 宝中铁路过境。
- 太中银铁路过境。
- 银兰高速铁路过境。

## 社会经济
- 宁夏枸杞

2009年末，总人口32.38万人，地区生产总值53.34亿元，地方财政收入2.52亿元，国际千亿斤粮食规划县之一，主产小麦、稻谷、玉米，粮食总产24.71万吨。
中宁枸杞栽培历史悠久，被誉为“中国枸杞之乡”。